# Aarhus Kommunes Biblioteker
Aarhus Kommunes Biblioteker er hovedbiblioteket i Aarhus. Biblioteket er kommunens samlede biblioteksvæsen, og tæller i alt 18 lokalbiblioteker og et hovedbibliotek.

## Filialer

### Hovedbiblioteket
Det største folkebibliotek i Aarhus er Hovedbibliotek, der i mange år lå i Mølleparken i den centrale midtby, omtrent ti minutters gang fra hovedbanegården. Hovedbiblioteket blev i 2015 flyttet til det nye multimediehus DOKK1 på Europaplads ved Aarhus Havn. I forbindelse med dette projekt blev biblioteket udvidet og dermed et af Danmarks største folkebiblioteker.

### Øvrige filialer
| Bibliotek       | Bydel      | Specielle faciliteter            |
| --------------- | ---------- | -------------------------------- |
| Bavnehøj        | Hasselager |                                  |
| Beder-Malling   | Beder      |                                  |
| Egå Kombi       | Egå        |                                  |
| Gellerup        | Brabrand   | Lektiehjælp                      |
| Harlev          | Harlev     |                                  |
| Hasle           | Aarhus V   | Byg lyd, lektiecafé              |
| Hjortshøj Kombi | Hjortshøj  |                                  |
| Højbjerg        | Højbjerg   | Læsekredse, lokalhistorisk arkiv |
| Lystrup         | Lystrup    |                                  |
| Risskov         | Risskov    | Lokaleudlejning                  |
| Sabro           | Sabro      |                                  |
| Skødstrup Kombi | Skødstrup  |                                  |
| Solbjerg        | Solbjerg   |                                  |
| Tilst           | Tilst      | Lokalhistorisk arkiv             |
| Tranbjerg       | Tranbjerg  | Læsekredse                       |
| Trige Kombi     | Trige      |                                  |
| Viby            | Viby J     | Lektiecafé                       |
| Åby             | Åby        | Lokaleudlejning/-lån             |